# Bonthainia celebensis
Bonthainia celebensis is een hooiwagen uit de familie Sclerosomatidae. De wetenschappelijke naam van Bonthainia celebensis gaat terug op Roewer.